# Iimoriïta-(Y)
La iimoriïta-(Y) és un mineral de la classe dels silicats. Rep el seu nom dels mineralogistes Satoyasu Iimori i Dr. Takeo Iimori, els primers en descriure molts minerals de terres rares del districte de Futamata (Japó).

## Característiques
La iimoriïta-(Y) és un nesosilicat de fórmula química Y₂[SiO₄][CO₃]. Va ser aprovada com a espècie vàlida per l'Associació Mineralògica Internacional l'any 1967. Cristal·litza en el sistema triclínic. La seva duresa a l'escala de Mohs es troba entre 5,5 i 6. Reacciona llegurament amb HCl fred.
Segons la classificació de Nickel-Strunz, la iimoriïta-(Y) pertany a «9.AH - Nesosilicats amb CO₃, SO₄, PO₄, etc.» juntament amb els següents minerals: tundrita-(Ce), tundrita-(Nd), spurrita, ternesita, britholita-(Ce), britholita-(Y), el·lestadita-(Cl), fluorbritholita-(Ce), fluorel·lestadita, hidroxilel·lestadita, mattheddleïta, tritomita-(Ce), tritomita-(Y), fluorcalciobritholita i fluorbritholita-(Y).

## Formació i jaciments
Va ser descoberta a Fusamata, a Kawamata, a la prefectura de Fukushima (Regió de Tohoku, Japó).